# Затопление МКС

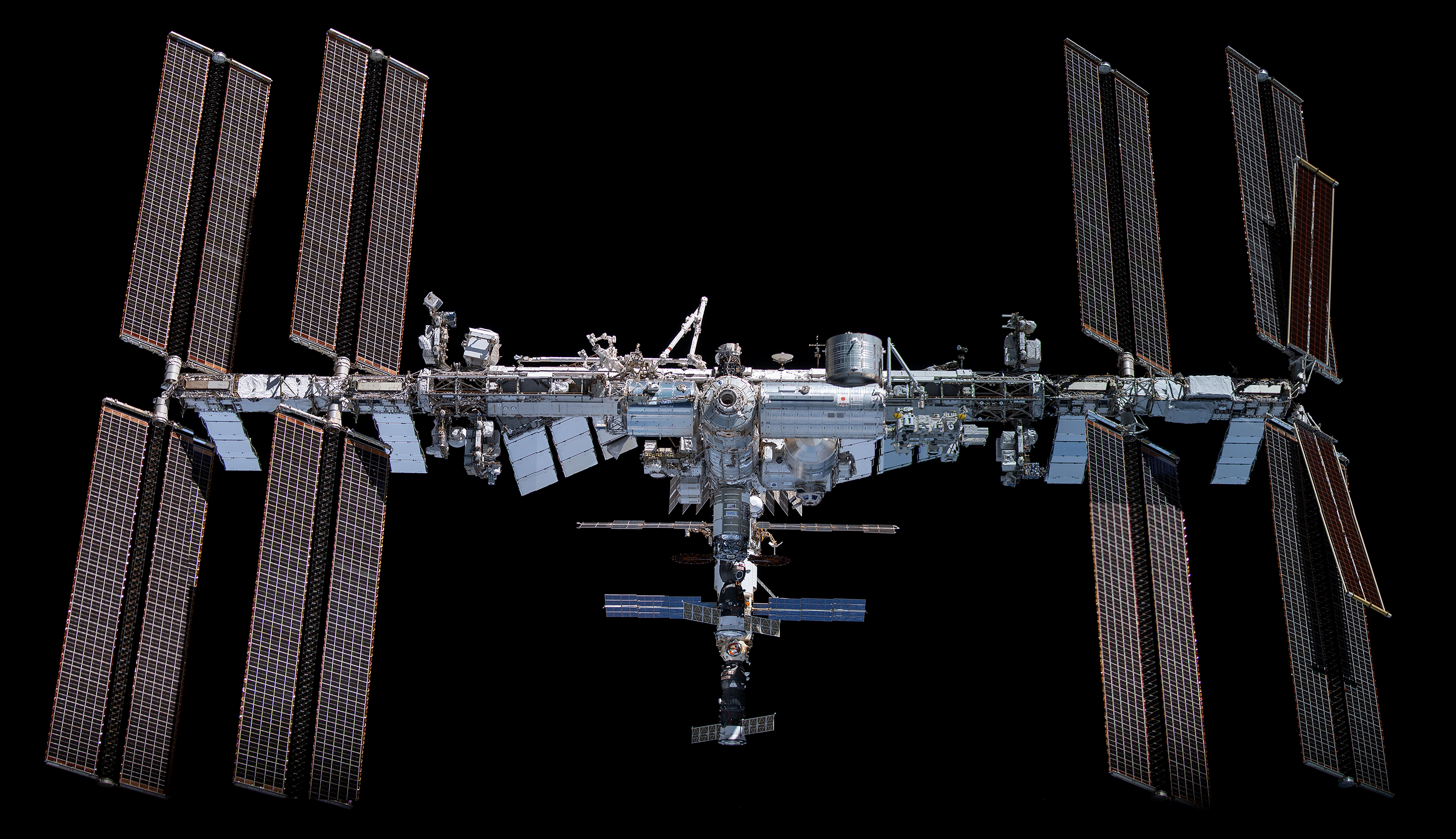
Международная космическая станция (2021)

Затопление МКС — планируемый способ контролируемой ликвидации Международной космической станции путём сведения с орбиты в результате многоэтапной выдачи ей большого тормозящего импульса. В результате торможения станция должна упасть в Мировой океан (вероятно, на кладбище космических кораблей). Это сложная и опасная техническая задача, сравнимую с которой человечество решало лишь однажды, при затоплении орбитальной станции «Мир» в 2001 году.

## Сроки
Роскосмос планирует принять решение о сроках затопления «ближе к 2024 году», и ведёт переговоры о продлении эксплуатации станции до 2030 года, НАСА же планирует затопление на 2031 год. В 2023 году Роскосмос официально объявил о продлении участия в проекте МКС до 2028 года, и планируя выход из проекта в неопределённом будущем, обещает уведомить партнёров о выходе за год.
С экономической точки зрения, сводить станцию с орбиты было бы эффективнее во время повышенной активности Солнца, которая «раздувает» земную атмосферу, усиливая естественное торможение станции — в 2023—2024 году, или же в следующий солнечный максимум — в 2034—2035.
По оценкам НАСА, процесс ликвидации станции может занять от полугода до трёх лет.

## Причины
К 2020-м годам многие модули и компоненты станции, которую начали строить в 1998 году, сильно превысили планировавшийся срок эксплуатации (до 2013 года), который многократно продлевался. Станция как целое имеет запас прочности, позволяющий ей успешно работать ещё несколько лет, но нарастают негативные тенденции: участились протечки воздуха (что, однако, стимулирует развитие методов их поиска и ликвидации), увеличилось моральное и физическое устаревание оборудования станции, вызывая увеличение доли времени, которое обитатели станции вынуждены тратить на её поддержку (что, однако, компенсируется ростом численности экипажа станции в ходе её строительства и создания более вместительных пилотируемых космических кораблей).
Ещё одной проблемой является микробиологическое загрязнение станции, нарастающее, несмотря на все профилактические меры.
Так, станция «Мир» превысила свой гарантийный срок (5 лет) втрое, но в конце своего существования испытывала большие трудности из-за износа. МКС же, чтобы превысить свой гарантийный срок (15 лет) также втрое, должна пролетать до 2043 года, что создало бы не меньшие проблемы. Так, по оценкам Роскосмоса, уже к 2025 году устаревание станции приведёт к тому, что расходы на её поддержку будут сопоставимы с ценой создания новой станции.
МКС, как и все тела на низкой околоземной орбите, испытывает сопротивление частиц земной атмосферы, что приводит к её торможению и снижению орбиты, которая регулярно корректируется (поднимается) двигателями пристыкованных к ней космических кораблей. Без корректировок орбиты МКС в течение нескольких лет войдёт в плотные слои атмосферы. Однако в отличие от небольших тел (искусственных спутников, космического мусора), которые при этом полностью сгорают, тот же процесс для крупной космической станции приведёт к падению во многих неизвестных точках Земли крупных металлических фрагментов, создавая потенциальную опасность. Поэтому самовольный сход МКС с орбиты нежелателен.

## Сценарии
Сценарий затопления станции НАСА попросило разработать Россию. Само затопление по договорённости также должна произвести Россия. Произведено оно будет, вероятно, силами российских кораблей «Прогресс» и/или двигателей СМ «Заря». Бывший глава Роскосмоса Дмитрий Рогозин подтвердил, что в случае выхода из проекта Россия выполнит свои обязательства по ликвидации станции. Подтвердил это и новый глава «Роскосмоса» Юрий Борисов.
По предварительным оценкам, при обычном затоплении станции на Землю обрушится около 120 тонн несгоревших в атмосфере обломков, а зона падения растянется на 6000 км. РКК «Энергия» планирует поэтапное снижение орбиты станции, с отделением от неё фрагментов на высотах 110, 105 и 75 км.
Некоторые новые модули станции (например, запущенные в 2021 году «Наука» и «Причал», планируемый сегмент Аксиом) способны успешно эксплуатироваться ещё многие годы, и поэтому могут быть отделены от МКС и стать основой новых планируемых орбитальных станций: высокоширотной РОСС и коммерческой «Аксиом», эксплуатация которых может продолжиться в 2030-е годы и далее. Так вместе с этими модулями можно было бы сохранить и ценное оборудование МКС. Если же новые станции будут создаваться «с нуля», малогабаритное оборудование может быть перевезено на них с МКС перед её затоплением в космическом корабле, подобно тому, как это произошло при единственном в истории перелёте между станциями «Салют-7» и «Мир» в 1986 году. Однако, как отметил генеральный конструктор РКК «Энергия» Владимир Соловьёв, перелёт с МКС на РОСС будет невозможен: в отличие от «Аксиом», у РОСС будет другое наклонение орбиты.

## Стоимость
Стоимость ликвидации станции НАСА оценивает в 1 миллиард долларов.
Согласно договорённости, затраты сторон на затопление будут пропорциональны массам принадлежащих им частей станции. Для России эта доля составляет около 17%.

## Альтернативные варианты
В принципе, затопление могло бы и не состояться: у Роскосмоса уже есть опыт отстыковки и затопления отдельных модулей станции — впервые такая операция была проделана в 2021 году с модулем «Пирс», на место которого в том же году была пристыкована «Наука». Подобная замена устаревших частей позволила бы эксплуатировать и наращивать самый дорогой в истории человечества космический объект (расходы на МКС давно превысили 100 миллиардов евро) неограниченно долго, подобно кораблю Тесея, но всё равно потребовала бы больших финансовых вложений и замедлила бы реализацию новых концепций в околоземной космонавтике.
Специалисты МАИ и НПО им. Лавочкина разрабатывают надувные оболочки из сверхтонких термостойких плёнок, которые могли бы позволить посадить станцию без сгорания в атмосфере и с повышенной точностью в заданную точку. Однако эта технология создаётся для кубсатов, и пока неясно, можно ли её будет применить и для посадки/приводнения станции.
Ещё одним способом прекращения эксплуатации станции мог бы стать её увод на орбиту захоронения, аналогично отработавшим геостационарным спутникам. Однако это требует выдачи ей столь большого импульса, что выполнение его жидкостными двигателями было бы экономически нецелесообразно (по этой же причине затапливались и все предыдущие станции), хотя в будущем может появиться возможность её подъёма ядерным буксиром.